# Armoriale dei comuni della provincia di Cuneo

Stemma della Provincia di Cuneo

Questa pagina contiene le armi (stemmi e blasonature) dei comuni della provincia di Cuneo.

## A – L
| Stemma | Comune e blasonatura | Gonfalone e/o bandiera |
| ------ | --- | ---------------------- |
|        | Acceglio D.P.R. del 9 dicembre 1955 Gonfalone: drappo partito di bianco e di azzurro… |                        |
|        | Aisone Di verde, al campanile di azzurro, murato di nero, fondato in punta, cimato dalla alta cuspide di azzurro, munita della crocetta di nero, il campanile e la cuspide attraversanti la sbarra abbassata di argento, il campanile finestrato con finestrella di argento posta all'altezza della sbarra. Ornamenti esteriori da Comune. Gonfalone: drappo di bianco… |                        |
|        | Alba D'argento, alla croce piana di rosso, accantonata dalle lettere latine maiuscole A L B A; scudo timbrato dalla corona di Conte. Decreto del 18 settembre 1936 Gonfalone: Drappo di rosso… D.P.R. del 12 settembre 2003 Bandiera: Drappo di bianco alla croce di rosso… |                        |
|        | Albaretto della Torre Campo di cielo, al pioppo e alla torre al naturale, aperta di nero, ombreggianti in banda, entrambi fondati sulla pianura erbosa di verde. |                        |
|        | Alto Inquartato di argento e di rosso, a quattro lettere maiuscole di nero: nel PRIMO, la lettera A; nel SECONDO, la lettera L; nel TERZO, la lettera T; nel QUARTO, la lettera O. Ornamenti esteriori da Comune. D.P.R. del 3 novembre 2009 Gonfalone: Drappo di bianco con la bordatura di rosso… D.P.R. del 3 novembre 2009 |                        |
|        | Argentera D'argento, alla banda di verde, al piccone di nero, attraversante, posto in palo. |                        |
|        | Arguello D'azzurro, all'imbarcazione a vela con la prua a sinistra, fornita di tre alberi con la vela quadra, l'albero e la vela centrale più grandi, il tutto d'argento. Ornamenti esteriori da Comune. Gonfalone: Drappo di bianco con la bordatura di azzurro… Concessione di stemma e gonfalone D.P.R. del 28 luglio 2016 |                        |
|        | Bagnasco D'oro, al castello di rosso, mattonato di nero, munito della torre centrale, merlato alla guelfa, il fastigio di sette, la torre di cinque, esso castello finestrato di nero di due, una nella torre, l'altra nel corpo del castello, chiuso dello stesso, fondato in punta, attraversante la sbarra diminuita, di azzurro. Ornamenti esteriori da Comune. D.P.R. del 28 settembre 2007 Gonfalone: Drappo di azzurro… |                        |
|        | Bagnolo Piemonte Di rosso, alla banda e al cantone sinistro di argento; al capo di rosso alla croce d'argento brisata da un lambello d'azzurro Gonfalone: Drappo di azzurro… |                        |
|        | Baldissero d'Alba D'azzurro, alla colonna d'argento, fondata in punta, con la base e il capitello ionico d'oro, sormontata da una stella d'oro di otto raggi. Ornamenti esteriori da Comune. Gonfalone: Drappo di bianco… DPR del 12 aprile 1988 |                        |
|        | Barbaresco |                        |
|        | Barge D'argento, alla croce piana di rosso. Ornamenti esteriori da Comune. D.C.G. dell'11 settembre 1931 Gonfalone: Drappo di rosso… R.D. 16 febbraio 1931 |                        |
|        | Barolo D'azzurro, alla terza in banda di rosso, accompagnata in capo da tre stelle d'argento male ordinate e in punta da un leone dello stesso, armato e linguato di rosso. |                        |
|        | Bastia Mondovì Gonfalone: Drappo di azzurro… |                        |
|        | Battifollo D'oro, alle due faci di rosso, infiammate al naturale, poste in banda e in sbarra, decussate in punta, la face in sbarra attraversante. Ornamenti esteriori da Comune. Gonfalone: Drappo di rosso… |                        |
|        | Beinette |                        |
|        | Bellino Di azzurro, alla volpe d'oro, ferma sulla pianura di verde, accompagnata dalla lettera maiuscola B, d'argento, posta nel punto d'onore. Ornamenti esteriori da Comune. Gonfalone: Drappo di bianco con la bordatura di azzurro… D.P.R. del 14 febbraio 2008 |                        |
|        | Belvedere Langhe Gonfalone: drappo di azzurro… |                        |
|        | Bene Vagienna Gonfalone: drappo di bianco bordato di rosso… |                        |
|        | Benevello Di rosso, a cinque verghette d'argento, caricato di un giglio d'azzurro. |                        |
|        | Bergolo |                        |
|        | Bernezzo Inquartato: il primo ed il quarto d'oro, al leone rampante di rosso, rivoltato; il secondo d'argento, al leone del secondo; nel terzo d'oro, al leone di rosso; sul tutto di rosso, alla croce d'argento. Gonfalone: Drappo partito di rosso e di giallo caricato dell'arma. |                        |
|        | Bonvicino |                        |
|        | Borgo San Dalmazzo D'azzurro, al San Dalmazzo, visto di tre quarti, con la testa in maestà, con il viso, avambracci, mani, ginocchio, parte della gamba, di carnagione, con lo stivaletto di cuoio al naturale, con la daga di argento al fianco, con l'elmo di argento ornato dal pennacchio di rosso, con la corazza di argento, caricata dalla croce mauriziana d'oro, con breve tunica di azzurro, con il mantello di rosso, calcante il cavallo baio al naturale, imbrigliato e gualdrappato di nero, passante sulla campagna d'oro, gli arti del cavallo attraversanti, il Santo tenente con la mano destra l'asta posta in banda, di nero, con il gagliardetto bifido di argento, caricato dalla crocetta greca di rosso, sventolante a sinistra, e con la mano sinistra la briglia del cavallo. Sotto lo scudo, su lista bifida e svolazzante d'oro, il motto, in lettere maiuscole di nero, DEO DUCE VICTOR ERIS. Ornamenti esteriori da Città. Gonfalone: drappo di rosso… D.P.R. del 17 ottobre 1995                                            |                        |
|        | Borgomale Lo stemma rappresenta una collina con piante di melo. (descrizione non araldica) |                        |
|        | Bosia D'azzurro, a sei pioppi di verde, fustati al naturale, nodriti nella campagna diminuita di verde, sormontati dalla lettera maiuscola B, d'oro. Gonfalone: Drappo partito di giallo e di verde riccamente ornato di ricami d'argento e caricato dello stemma con la iscrizione centrata in argento, recante la denominazione del Comune. |                        |
|        | Bossolasco Scudo d'azzurro e tre colli di verde, dei quali quello di mezzo più alto è sormontato da una pianta di bosso al naturale; i colli sono cimati da tre stelle d'oro a cinque raggi mal ordinate, con fiume al naturale uscente a destra del colle principale e volgente verso la punta dello Scudo; il tutto posato sulla campagna di verde. Lo scudo è sormontato da corona di terzo ordine spettante ai comuni che non hanno più di 3.000 abitanti ed ornato da due rami il primo di alloro ed il secondo di quercia, allacciati sotto la punta dello scudo. Gonfalone: Drappo di bianco… |                        |
|        | Boves D'azzurro, al bue d'oro, passante su una campagna erbosa di verde. Ornamenti esteriori da Comune. D.C.G. del 21 agosto 1931 Gonfalone: drappo di azzurro… R.D. del 23 febbraio 1931 |                        |
|        | Bra D.C.G. del 4 febbraio 1935 Gonfalone: drappo di rosso… R.D. dell'8 marzo 1937 - Versione semplificata |                        |
|        | Briaglia Gonfalone: drappo di bianco… |                        |
|        | Briga Alta |                        |
|        | Brondello |                        |
|        | Brossasco D'azzurro, inquartato: il primo ed il quarto al crescente d'argento; il secondo ed il terzo alla testa di moro con due anelletti pendenti uno dal naso e l'altro dall'orecchio. D.P.R. del 15 ottobre 1962 Gonfalone: Drappo partito di bianco e di azzurro, riccamente ornato di ricami d'argento e caricato dallo stemma civico con l'iscrizione centrata in argento: Comune di Brossasco. Le parti di metallo ed i cordoni saranno argentati. L'asta verticale verrà ricoperta di velluto dei colori del drappo con bullette argentate poste a spirale. Nella facciata sarà rappresentato lo stemma del Comune e sul gambo inciso il nome. Cravatta e nastri tricolorati dei colori nazionali frangiati d'argento. |                        |
|        | Busca Scudo contornato da due rami, uno di quercia ed uno di alloro e porta in alto una corona formata da un cerchio di mura sormontate da nove merli ghibellini. La parte superiore dello scudo (1/3) è occupata dalla bianca croce dei Savoia su fondo rosso mentre la parte inferiore (2/3) riporta le bande gialle e rosse dello stemma araldico dei Marchesi di Busca. (descrizione non araldica) Gonfalone: Drappo partito di bianco e di giallo riccamente ornato di ricami d'argento e caricato dello stemma comunale con l'iscrizione centrata in argento: Comune di Busca. Le parti di metallo ed i cordoni sono argentati. L'asta verticale è ricoperta di velluto dei colori del drappo, alternati, con bullette argentate e poste a spirale. Cravatta e nastri tricolorati dai colori nazionali frangiati d'argento. |                        |
|        | Camerana |                        |
|        | Canale Gonfalone: Drappo trinciato di azzurro e di bianco… |                        |
|        | Canosio Semipartito spaccato: nel primo di rosso, all'aquila coronata d'argento; nel secondo d'azzurro, alla torre d'argento, merlata di tre pezzi, finestrata di due e aperta di nero; nel terzo scaccato di rosso e d'argento di tre file. Gonfalone: Drappo di bianco… D.P.R. del 30 novembre 2005 |                        |
|        | Caprauna D'argento, al castagno al naturale, fruttato d'oro di nove, nodrito sul monte di verde, sinistrato dalla capra al naturale, rampante, appoggiata al tronco con le zampe anteriori e brucante la chioma dell'albero. Ornamenti esteriori da Comune. D.P.R. del 2 marzo 1984 Gonfalone: drappo trinciato di verde e di bianco… |                        |
|        | Caraglio D.C.G. del 13 luglio 1928 Gonfalone: D.P.R. del 16 aprile 1959 |                        |
|        | Caramagna Piemonte Gonfalone: drappo di rosso… |                        |
|        | Cardè Troncato d'azzurro e d'argento, alla lettera maiuscola romana C dell'uno all'altro. Ornamenti esteriori da Comune. Gonfalone: Drappo troncato di bianco e d'azzurro riccamente ornato di ricami d'argento e caricato dello stemma comunale con l'iscrizione centrata in argento recante la denominazione del Comune. Le parti di metallo ed i cordoli sono argentati. L'asta verticale è ricoperta di velluto dei colori del drappo, alternati, con bullette argentate poste a spirale. Nella freccia è rappresentato lo stemma del Comune e sul gambo inciso il nome. Cravatta con nastri tricolorati dai colori nazionali frangiati d'argento. |                        |
|        | Carrù Gonfalone: drappo di bianco… |                        |
|        | Cartignano |                        |
|        | Casalgrasso Di rosso, al destrocherio di carnagione, manicato al naturale, tenente una spada d'argento, posta in palo, la punta in alto, accompagnato in punta, da due lettere maiuscole romane "C" d'oro, poste in fascia. |                        |
|        | Castagnito |                        |
|        | Casteldelfino D'argento, alla effigie di Santa Margherita, in maestà, di carnagione, capelluta di nero, vestita con la tunica di azzurro, con le braccia aperte, tenente con la mano destra la crocetta latina, posta in banda, d'oro, la Santa sostenuta in punta, attraversante il delfino d'oro, coricato in punta, rivoltato, rovesciato, la testa alzata e volta a destra, la coda inanellata e alzata. Ornamenti esteriori da Comune. Gonfalone: Drappo troncato di giallo e di azzurro… D.P.R. del 2 ottobre 2006 |                        |
|        | Castelletto Stura R.D. dell'8 luglio 1937 Gonfalone: Drappo di azzurro… R.D. del 4 settembre 1941 |                        |
|        | Castelletto Uzzone Sfondo azzurro con croce d'oro, il tutto attraversato da una scala d'argento posta in sbarra, ai piedi della quale sta un leone d'oro in atto di salirla. Ornamenti esteriori da Comune. Gonfalone: Drappo di bianco… |                        |
|        | Castellinaldo d'Alba |                        |
|        | Castellino Tanaro D'azzurro, alla cortina muraria d'argento, alle tre torri ghibelline aperte del campo, alla stella d'oro a cinque punte in capo. Ornamenti esteriori da Comune. Gonfalone: drappo di azzurro… |                        |
|        | Castelmagno |                        |
|        | Castelnuovo di Ceva Partito semitroncato: nel primo, d'azzurro, alle otto stelle di cinque raggi, d'oro, poste due, due, due e due; nel secondo d'oro; nel terzo di nero. Ornamenti esteriori di Comune. Gonfalone: Drappo troncato di azzurro e di giallo. DPR del 19 marzo 1986 |                        |
|        | Castiglione Falletto |                        |
|        | Castiglione Tinella Di rosso, al castello d'oro, murato di nero, chiuso e finestrato nelle torri di due, di nero, merlato alla ghibellina di undici, cinque merli sul fastigio, tre e tre sulle torri, posto a destra e alzato, accompagnato dal leone d'oro, posto a sinistra e abbassato. Ornamenti esteriori da Comune. Gonfalone: Drappo di giallo, riccamente ornato di ricami di argento e caricato dallo stemma del Comune di Castiglione Tinella con la iscrizione centrata in argento, recante la denominazione del Comune. Le parti di metallo ed i cordoni saranno argentati. L'asta verticale sarà ricoperta di velluto giallo, con bullette argentate poste a spirale. Nella freccia sarà rappresentato lo stemma del Comune e sul gambo inciso il nome. Cravatta con nastri tricolorati dai colori nazionali frangiati d'argento. |                        |
|        | Castino D.P.R. del 12 ottobre 1987 Gonfalone: Drappo troncato di rosso e di azzurro… D.P.R. del 12 ottobre 1987 |                        |
|        | Cavallerleone Di rosso, al guerriero armato di tutto punto d'argento, con la visiera dell'elmo alzata, il volto di carnagione, impugnante con la destra sollevata una spada sguainata del secondo, a cavallo di un leone illeopardito d'oro, armato di nero. Gonfalone: Drappo di giallo riccamente ornato di ricami d'argento e caricato dallo stemma comunale con l'iscrizione centrata in argento, recante la denominazione del Comune. Le parti di metallo ed i cordoni saranno argentati. L'asta verticale sarà ricoperta di velluto giallo, con bullette argentate poste a spirale. Nella freccia sarà rappresentato lo stemma del Comune e sul gambo inciso il nome. Cravatta con nastri tricolorati dai colori nazionali frangiati d'argento. D.P.R. del 3 marzo 1998, registrato nei registri dell'Ufficio Araldico il 3 aprile 1998, Reg. anno 1998 p. 25 |                        |
|        | Cavallermaggiore Di rosso, alla figura di S. Giorgio a cavallo, rivolto, d'argento, che trafigge un drago, d'oro. R.D. del 12 luglio 1929 |                        |
|        | Celle di Macra Semipartito troncato: il PRIMO, di azzurro, alla casetta di argento, coperta dello stesso, chiusa di nero, fondata sulla linea di partizione; il SECONDO, di argento, al palo di rosso; il TERZO, di verde, alle due fasce ondate, di azzurro, fluttuose di argento. Ornamenti esteriori da Comune. D.P.R. del 27 febbraio 2009 Gonfalone: Drappo di bianco con la bordatura di azzurro… D.P.R. del 27 febbraio 2009 |                        |
|        | Centallo D.C.G. del 19 giugno 1931 |                        |
|        | Ceresole d'Alba D'azzurro, all'albero di ciliegio al naturale, fruttuoso di 24 di rosso, nodrito su un monte al naturale. |                        |
|        | Cerretto Langhe |                        |
|        | Cervasca D.P.R. del 22 dicembre 1979 Gonfalone: Drappo troncato di verde e di bianco… D.P.R. del 22 dicembre 1979 |                        |
|        | Cervere Partito dal filetto d'oro: il primo, troncato: a) di azzurro, al teschio di cervo d'oro; b) inquartato: il 1° e il 4°, di azzurro a nove rombi d'oro, accollati e appuntati, il 2° e il 3° di rosso; il secondo, di azzurro, alla torre di Monfalcone in Cervere, di rosso, mattonata di nero, finestrata di tre dello stesso, munita della tipica guardiola posta a destra, essa torre fondata sulla pianura di verde. Ornamenti esteriori da Comune. D.P.R. del 12 settembre 2003 Gonfalone: Drappo di giallo con la bordatura di azzurro… D.P.R. del 12 settembre 2003 |                        |
|        | Ceva Fasciato d'oro e di nero. Gonfalone: Drappo di azzurro… |                        |
|        | Cherasco |                        |
|        | Chiusa di Pesio Gonfalone: Drappo partito di azzurro e di bianco… |                        |
|        | Cigliè Inquartato: nel primo e nel quarto, di argento, alla lettera maiuscola C gotica, di azzurro; nel secondo e nel terzo, di porpora pieno. Ornamenti esteriori da Comune. D.P.R. del 22 settembre 2009 Gonfalone: Drappo di azzurro… D.P.R. del 22 settembre 2009 |                        |
|        | Cissone |                        |
|        | Clavesana Gonfalone: drappo di azzurro… |                        |
|        | Corneliano d'Alba Gonfalone: drappo di azzurro… |                        |
|        | Cortemilia D.P.R. dell'11 ottobre 1972 Gonfalone: Drappo troncato di giallo e di rosso… |                        |
|        | Cossano Belbo |                        |
|        | Costigliole Saluzzo Troncato di azzurro e di argento, alla lettera maiuscola C, dell'uno all'altro. Ornamenti esteriori da Comune. |                        |
|        | Cravanzana |                        |
|        | Crissolo Una torre sovrastata da una spada con la punta rivolta verso sinistra, contenuta in una figura a forma di scudo con sfondo rosso, ornata di ramoscelli di quercia e di alloro e sovrastata da una corona. Gonfalone: Drappo di azzurro… |                        |
|        | Cuneo Troncato: sopra inquartato: nel 1° e 4° partito di Westfalia, che è: di porpora, al cavallo allegro, inalberato e rivoltato d'argento; e di Sassonia che è: fasciato d'oro e di nero di dieci pezzi, con un crancelino di ruta posto in banda, con l'innesto d'Angria in punta, d'argento, a tre puntali da fodero di spada di rosso, posti 2-1; nel 2° del Chiablese, che è: d'argento, seminato di plinti neri, al leone di nero, armato e lampassato di rosso, posto sopra il tutto; nel 3° d'Aosta, che è: di nero al leone d'argento, armato, lampassato ed immaschito di rosso; sul tutto di Savoia: di rosso alla croce d'argento; sotto: fasciato d'argento e di rosso. Ornamenti esteriori da Città; motto: «Ferendo» su d'una lista disposta sopra la corona ed avvolta a due palme ai lati. Decreto del Capo del Governo in data 28 gennaio 1936 In data 31 gennaio 1559 fu attribuito dal duca Emanuele Filiberto di Savoia uno stemma fasciato di rosso e d'argento col capo di Savoia. Gonfalone: Drappo partito di bianco e di rosso… |                        |
|        | Demonte Di rosso, alla banda d'argento, caricata di tre pesci d'azzurro posti in banda sulla fascia, dalla quale nasce dalla parte superiore un monte di tre cime, d'oro, cimato da un uccello al naturale. D.C.G. del 21 novembre 1928 Gonfalone: drappo di rosso al palo di bianco… R.D. del 24 agosto 1928, RR.LL.PP. del 21 novembre 1928 |                        |
|        | Diano d'Alba D.P.R. del 21 marzo 1983 |                        |
|        | Dogliani Troncato d'argento e d'azzurro, al leone dell'un colore all'altro, tenente una dolia (brocca) da vino d'oro. Ornamenti esteriori di Comune. R.D. nº 652 del 7 giugno 1943, iscritto nel libro araldico degli enti morali, Archivio Centrale dello Stato, il 23 gennaio 1954 Gonfalone: Drappo di azzurro a tre bandoni… |                        |
|        | Dronero Gonfalone: drappo partito di azzurro e di giallo… |                        |
|        | Elva |                        |
|        | Entracque |                        |
|        | Envie |                        |
|        | Farigliano D'azzurro, alle tre spighe di frumento d'oro, in palo, sorrette da un destrocherio al naturale. R.D. del 16 novembre 1933 |                        |
|        | Faule D'argento, al faggio nodrito sulla campagna erbosa sulla quale a sinistra vi è un laghetto, il tutto al naturale e col capo vaiato di oro e di rosso, di due file. Motto: IN VIRIDI VIRTUS. Delibera municipale, 1856 Gonfalone: Drappo d'azzurro… |                        |
|        | Feisoglio D'azzurro, alla pecora al naturale, collarinata d'argento, con campanella d'oro, ferma su un pendio di collina, al naturale, uscente dai fianchi e fondata in punta; al capo di rosso, caricato da cinque nocciole, quella centrale più grande, al naturale; il tutto alla filiera d'oro. Ornamenti esteriori da Comune. Gonfalone: Drappo d'azzurro, riccamente ornato di ricami d'argento e caricato dallo stemma comunale sopra descritto con l'iscrizione centrata in argento, recante la denominazione del Comune. Le parti in metallo ed i cordoni saranno argentati. L'asta verticale sarà ricoperta di velluto del colore del drappo, con bullette argentate poste a spirale. Nella freccia sarà rappresentato lo stemma del Comune e sul gambo inciso il nome. Cravatta con nastri tricolorati dai colori nazionali frangiati d'argento. D.P.R. del 14 ottobre 2022 |                        |
|        | Fossano Riconosciuto con rescritto del Duca di Savoia del 22 giugno 1688, poi riconfermato con R.D. del 16 febbraio 1943 Stemma antico Titolo: Conte di Genola e Maddalene fasciato di oro e di nero, collo scudetto di Savoia moderna in cuore citato in Spreti, vol. III, p. 242 |                        |
|        | Frabosa Soprana D'azzurro, alla torre saracena di rosso, murata, aperta e finestrata di nero, fondata sulla pianura erbosa; col capo d'oro, all'aquila di nero. Lo scudo sarà fregiato di ornamenti da Comune. R.D. del 24 giugno 1929, RR.LL.PP. del 20 novembre 1930 Gonfalone: drappo di rosso… |                        |
|        | Frabosa Sottana Di rosso, alla croce d'argento, accantonata nel 1° da un castello d'argento, merlato alla guelfa, torricellato di due pezzi dello stesso, e nel 4° da tre pini sradicati d'oro, posti uno accanto all'altro. Ornamenti esteriori da Comune. D.P.R. del 3 settembre 1974, registrato alla Corte dei Conti il 7 settembre 1974, n. 9 fo. n. 94 Gonfalone: Drappo partito di bianco e di rosso… |                        |
|        | Frassino Troncato d'azzurro e d'argento, attraversato dall'albero di frassino sradicato al naturale. Ornamenti esteriori da Comune. Gonfalone: Drappo di bianco bordato d'azzurro. Bandiera: Drappo troncato d'azzurro e di bianco. DPR del 11 febbraio 2021 |                        |
|        | Gaiola Di azzurro, al mezzo busto, fondato in punta, dell'uomo gallico, leggermente volto a destra, riguardante in maestà, di carnagione, con lunghi capelli e barba d'argento, il capo coperto dall'elmo ogivale d'oro, ornato da due alette dello stesso, bordato inferiormente di rosso, le spalle e il torace coperti dall'armatura di nero. Ornamenti esteriori da Comune. D.P.R. del 9 febbraio 1990 Gonfalone: Drappo partito di giallo e di rosso… |                        |
|        | Gambasca Gonfalone: Drappo di bianco… |                        |
|        | Garessio Scudo fasciato d'oro e nero di quattro pezzi; cimato dalla corona murale propria della città cioè di un cerchio di muro aperto di tre porte e due finestre semicircolari, sostenente cinque torri merlate, il tutto d'oro, le torri munite di muriccioli d'argento ciascuno con una guardiola o torricella d'oro equidistante dalle torri laterali e sporgente a piombatoio dalla metà dei muriccioli; lo scudo inoltre accostato da due rami d'olivo, fruttati al naturale, decussati sotto la punta e legati di rosso. R.D. del 25 agosto 1870 Gonfalone: Drappo di azzurro… |                        |
|        | Genola Troncato: il primo, partito, il 1°, fasciato di rosso e d'oro; il 2°, di azzurro, alla banda d'argento, ripiena di rosso; il tutto con il capo d'oro, caricato dell'aquila bicipite, di nero; il secondo, partito controfasciato d'argento e di rosso. Ornamenti esteriori da Comune. D.P.R. del 12 aprile 2001 Gonfalone: drappo di giallo… |                        |
|        | Gorzegno |                        |
|        | Gottasecca |                        |
|        | Govone Gonfalone: drappo partito di rosso e di azzurro… |                        |
|        | Grinzane Cavour Un cigno bianco su sfondo blu, con la corona turrita tipica del titolo di conte e la croce tipica di Casa Savoia, contornato da un ramo di alloro e da un ramo di quercia. (descrizione non araldica) |                        |
|        | Guarene D.P.R. del 5 luglio 1952 Gonfalone: drappo di rosso… |                        |
|        | Igliano |                        |
|        | Isasca |                        |
|        | La Morra D'argento, alla croce di porpora, accantonata nel 1º e 4º cantone da una macina dello stesso e nel 2° e 3° da una fronda di mora fogliata e fruttata al naturale. Ornamenti esteriori da Comune. D.C.G. n. 10682 del 9 agosto 1936 Gonfalone: drappo partito di bianco e di porpora… R.D. del 31 ottobre 1941 |                        |
|        | Lagnasco Gonfalone: Drappo troncato di azzurro e di giallo… |                        |
|        | Lequio Berria Cippo con scritto sulla parte destra in alto una M e sotto L. B., racchiuso in uno scudo tra un ramo di alloro e uno di quercia, con sopra una corona. (descrizione non araldica) Gonfalone: drappo di azzurro… |                        |
|        | Lequio Tanaro |                        |
|        | Lesegno Gonfalone: Drappo di rosso al palo centrale di bianco… |                        |
|        | Levice Uno scudo di colore scuro attraversato da una banda chiara da sinistra verso destra; detto scudo è sormontato da una corona muraria e delimitato lateralmente da due ramoscelli, uno di alloro a sinistra e uno di quercia a destra, uniti tra di loro alla base da un nastro. Gonfalone: drappo di rosso… |                        |
|        | Limone Piemonte D'argento, al limone gambuto e fogliato al naturale. Ornamenti esteriori da Comune. D.C.G. del 28 novembre 1932 Gonfalone: drappo di verde… D.P.R. del 4 settembre 1997 |                        |
|        | Lisio |                        |

## M – Z
| Stemma | Comune e blasonatura | Gonfalone e/o bandiera |
| ------ | --- | ---------------------- |
|        | Macra |                        |
|        | Magliano Alfieri R.D. del 30 gennaio 1910 |                        |
|        | Magliano Alpi Di rosso, alla croce d'argento, caricata della banda diminuita di porpora, attraversante; il tutto caricato dalle tre montagne di verde, quella centrale più elevata, fondate in punta, attraversanti. Ornamenti esteriori da Comune. D.P.R. del 12 ottobre 1985 Gonfalone: Drappo partito di bianco e di rosso… |                        |
|        | Mango Gonfalone: Drappo di rosso… |                        |
|        | Manta Troncato d'azzurro e d'argento, alla lettera M gotica d'oro, attraversante. Gonfalone: drappo di azzurro… |                        |
|        | Marene |                        |
|        | Margarita Di rosso, alla croce diminuita, d’argento, accompagnata nel primo e nel quarto quarto, dalla pianta di margherita di verde, posta in sbarra, uscente dall’angolo destro della punta, fogliata di due, dello stesso, fiorita di tre fiori, posti a ventaglio, d’oro con la corolla d’argento; nel secondo quarto, dalla croce diminuita d’argento; nel terzo quarto, dal leone d’oro. Ornamenti esteriori da Comune. D.P.R. del 20 ottobre 1990 |                        |
|        | Marmora Inquartato dal filetto di nero: il primo di rosso, alla lettera maiuscola M d'oro; il secondo di argento, all'aquila bicipite di nero, coronata dello stesso, armata di rosso; il terzo di azzurro, alla pecora d'argento, ferma sulla pianura di verde; il quarto d'argento, al leone di azzurro, lampassato, armato e immaschito di rosso. Ornamenti esteriori da Comune. Gonfalone: Drappo partito di bianco e di rosso… Concessione di stemma e gonfalone D.P.R. del 7 giugno 2011 |                        |
|        | Marsaglia Gonfalone: Drappo di azzurro… |                        |
|        | Martiniana Po Troncato: il PRIMO, ritroncato di rosso e di argento, alla lettera maiuscola M, attraversante, di azzurro; il SECONDO, scaccato d'oro e di nero, di tre tiri e di diciotto pezzi, con ornamenti esteriori da Comune. Gonfalone: Drappo azzurro, riccamente ornato di ricami d'argento e caricato dallo stemma comunale con la iscrizione centrata in argento, recante la denominazione del Comune; le parti di metallo e i cordoni sono argentati; l'asta verticale è ricoperta di velluto azzurro, con bullette argentate poste a spirale; nella freccia è rappresentato lo stemma del Comune e sul gambo è inciso il nome; la cravatta è composta da nastri tricolorati dai colori nazionali frangiati d'argento. |                        |
|        | Melle Di azzurro, ai due orsi ritti, di rosso, linguati dello stesso, sostenuti dalla campagna di verde, le zampe posteriori attraversanti. Ornamenti esteriori da Comune. D.P.R. del 22 marzo 2010 Gonfalone: Drappo di rosso con bordatura di azzurro… |                        |
|        | Moiola |                        |
|        | Mombarcaro Troncato: nel primo, di argento, alla barca a vela con lo scafo e l'albero di legno al naturale, fornita di azzurro, sostenuta dalla linea di partizione; nel secondo, di azzurro, alle due montagne con profilo triangolare e cime aguzze, fondate in punta, d'oro, la montagna posta a sinistra con il declivio in sbarra parzialmente celato dal declivio in banda della montagna posta a destra. Ornamenti esteriori da Comune. Gonfalone: drappo partito di bianco e di azzurro… Concessione di stemma e gonfalone D.P.R. del 27 ottobre 2015 |                        |
|        | Mombasiglio Fasciato d'oro e di nero, al giglio di giardino, di verde, fiorito di un pezzo d'argento con i pistilli d'oro, attraversante tre fasce di nero e due d'oro, nodrito in punta; al capo di azzurro, caricato dalle due montagne di verde, innevate di argento sulle vette, fondate sulla linea di partizione, la montagna posta a destra cimata dall'aquila di nero, rivoltata, sorante. Ornamenti esteriori da Comune. Gonfalone: Drappo di giallo riccamente ornato di ricami d'argento e caricato dallo stemma comunale con la iscrizione centrata in argento, recante la denominazione del Comune. Le parti di metallo ed i cordoni saranno argentati. L'asta verticale sarà ricoperta di velluto giallo con bullette argentate poste a spirale. Nella freccia sarà rappresentato lo stemma del Comune e sul gambo inciso il nome. Cravatta con nastri tricolorati dai colori nazionali frangiati d'argento. |                        |
|        | Monastero di Vasco Gonfalone: Drappo partito di bianco e di verde… D.P.R. del 5 febbraio 1988 |                        |
|        | Monasterolo Casotto Raffigura una chiesa addossata ad un monastero su cui si erge una torre bianca, contornati da due rami di agrifoglio. (descrizione non araldica) Incongruenza tra disegno e blasonatura: la chiesa non è addossata al monastero; non è citato lo scaccato del secondo del troncato. |                        |
|        | Monasterolo di Savigliano Di azzurro, al castello di Monasterolo di Savigliano, visto nella facciata a meridione, di argento, murato e finestrato di nero, fondato sulla campagna diminuita, di verde. Ornamenti esteriori da Comune. |                        |
|        | Monchiero D'azzurro, a due monti di verde, al naturale, quello di sinistra più elevato, e caricati da due fronde di alloro decussate, accostati nel canton sinistro del capo da un sole raggiante d'oro. Ornamenti esteriori da comune. D.P.R. del 1º agosto 1959 Gonfalone: Drappo di colore azzurro, riccamente ornato di ricami d'argento e caricato dello stemma sopra descritto con l'iscrizione centrale in argento: COMUNE DI MONCHIERO. Le parti di metallo ed i cordoni saranno argentati. L'asta verticale sarà ricoperta di velluto azzurro con bullette argentate poste a spirale. Nella freccia sarà rappresentato lo stemma del Comune e sul gambo inciso il nome. Cravatta e nastri tricolorati dai colori nazionali frangiati d'argento. |                        |
|        | Mondovì Di rosso, alla croce d'argento, attraversata in punta dalla montagna fondata in punta, di verde, unita a due altre montagne, più basse, dello stesso, fondate in punta, con i declivi in banda e in sbarra parzialmentre celati dalla montagna centrale. Ornamenti esteriori da Città. Gonfalone: Drappo di bianco… Concessione di stemma e gonfalone D.P.R. del 19 marzo 2014 |                        |
|        | Monesiglio |                        |
|        | Monforte d'Alba Uno scudo ovale, nel quale, su sfondo azzurro è raffigurante un piccolo monte con sovrastante un castello turrito (rosso mattone), sormontato da un elmetto o maschera in ferro d'antico guerriero con cimiero, contornato da due rami di palma annodati in basso. (descrizione non araldica) |                        |
|        | Montà Una lettera emme su fondo bianco sovrastata da una corona a forma di torre con nove merli. (descrizione non araldica) |                        |
|        | Montaldo di Mondovì |                        |
|        | Montaldo Roero D'azzurro, alla ruota di sei raggi d'oro. Ornamenti esteriore da Comune. |                        |
|        | Montanera |                        |
|        | Montelupo Albese Di azzurro, al lupo ululante, la coda all'insù, di nero, allumato di rosso, passante sulla collina d'oro, essa collina con la cima a destra e fondata in punta; il tutto accompagnato in capo da tre stelle di otto raggi, ordinate in fascia, d'oro. Ornamenti esteriori da Comune. D.P.R. del 7 gennaio 2010 Gonfalone: Drappo di giallo con la bordatura di azzurro… D.P.R. del 7 gennaio 2010 |                        |
|        | Montemale di Cuneo |                        |
|        | Monterosso Grana |                        |
|        | Monteu Roero Di rosso, a tre ruote d’oro. Gonfalone: Drappo di azzurro… |                        |
|        | Montezemolo |                        |
|        | Monticello d'Alba Gonfalone: Drappo partito di bianco e di rosso… |                        |
|        | Moretta Raffigura una pianta di gelso, attorniata da un ramoscello di alloro a destra e da uno di quercia a sinistra, sovrastato da una corona con la scritta "Comunitas Morettae – Natura perficitur arte" su sfondo azzurro. (descrizione non araldica) Gonfalone: Drappo di azzurro… |                        |
|        | Morozzo |                        |
|        | Murazzano Gonfalone: drappo di azzurro… |                        |
|        | Murello Partito: il PRIMO, di azzurro, alla torre del maniero di Murello, di rosso, mattonata di nero, coperta di rosso, con sei finestre di nero, tre in alto, poste in fascia, due in basso e in palo a sinistra, l'ultima in basso a destra in fascia con la quinta finestra, essa torre fondata sulla pianura d'oro; il SECONDO, di rosso, alla croce di Malta d'argento. Ornamenti esteriori da Comune. Gonfalone: Drappo di giallo… |                        |
|        | Narzole |                        |
|        | Neive Di rosso, alla croce trifogliata, accantonata da quattro crocette simili, il tutto d'argento. Ornamenti esteriori da Comune. DCG del 14 luglio 1936 Gonfalone: Drappo di bianco… |                        |
|        | Neviglie |                        |
|        | Niella Belbo D'oro, rabescato dello stesso, alla lettera N, di rosso, in carattere maiuscolo gotico d'oro, riccamente ornata di volute e ricami dello stesso. Ornamenti esteriori da Comune. Gonfalone: Drappo di bianco… |                        |
|        | Niella Tanaro partito: il PRIMO, d'oro, alla pianta di nigella, recisa, di verde, fiorita di tre, d'azzurro; il SECONDO, di rosso, alle cinque spighe di grano impugnate, d'oro, legate di verde, accompagnate da due fasce ondate, una in capo, una in punta, d'argento. Sotto lo scudo, su lista bifida e svolazzante, d'oro, il motto, in lettere maiuscole di nero, INTER SEGETES NIGELLA. Ornamenti esteriori da Comune. Gonfalone: Drappo di bianco… D.P.R. del 26 giugno 2008 |                        |
|        | Novello |                        |
|        | Nucetto |                        |
|        | Oncino R.D. del 18 maggio 1942 Gonfalone: Drappo di verde… |                        |
|        | Ormea |                        |
|        | Ostana Di rosso, alla daga romana d'argento, manicata d'oro, posta in palo con la punta in alto. Ornamenti esteriori da Comune. D.P.R. del 7 luglio 1966 Gonfalone: Drappo partito di bianco e di rosso… |                        |
|        | Paesana Lo scudo è diviso in dodici riquadri raffiguranti, partendo da in alto a sinistra, la croce dei Cavalieri di Gerusalemme, leone rosso coronato, colomba con ramo d'ulivo, corona a quattro punte, leone coronato, leone semplice, campo azzurro, campo rosso, leone semplice, campo suddiviso in sei riquadri minori, campo color argento. In basso vi sono due fasce orizzontali una di color rosso e l'altra di color argento, sormontate al centro da una P di Paesana. Nel centro dello stemma compare un'aquila nera coronata con lo stemma di casa Savoia. Gonfalone: Drappo di azzurro, con sul resto il tricolore italiano… |                        |
|        | Pagno Troncato di azzurro e d'argento, alla lettera P d'oro con terminazione inferiore a due volute, la superiore e l'occhiello a una. Lo scudo sormontato dalla lista bifida d'oro, svolazzante, incurvata con la concavità rivolta verso l'alto, riportante, in lettere maiuscole: EMBLEMA PAGNI, le due parole divise dalla croce mauriziana, il tutto di nero e contornato da due rami di canna dai quali a metà si dividono due tralci di vite disposti in fascia, ognuno fruttato di un grappolo di uva nera, il tutto d'oro. Gonfalone: Drappo di rosso |                        |
|        | Pamparato Troncato: nel PRIMO, di azzurro, alla colomba d'argento, volante, con la testa rivoltata, con la coda volta verso sinistra, essa colomba tenente nel becco il ramoscello di ulivo, esteso verso sinistra, di verde; nel SECONDO, di rosso, al cane di nero, rivoltato, fermo sulla pianura, diminuita, di verde, tenente in bocca la pagnotta d'oro, macchiata di due di rosso. Sotto lo scudo, su lista bifida e svolazzante di azzurro, il motto, in lettere maiuscole di nero, HABENT PANEM PARATUM. Ornamenti esteriori da Comune. D.P.R. del 3 marzo 1998 Gonfalone: Drappo partito di bianco e di rosso riccamente ornato di ricami d'argento e caricato dello stemma sopra descritto con la iscrizione centrata in argento recante il nome del Comune. Le parti di metallo ed i cordoni saranno argrntati. L'asta verticale sarà ricoperta di velluto dei colori del drappo, alternati, con bullette d'argento poste a spirale. Nella freccia sarà rappresentato lo stemma del Comune e sul gambo inciso il nome. Cravatta con nastri tricolorati dei colori nazionali frangiati d'argento. |                        |
|        | Paroldo Di azzurro, al castello d'oro, murato di nero, torricellato di tre, la torre centrale più alta e più larga, merlate alla guelfa ognuna di tre, finestrato di sei, di nero, tre finestre in fascia nel corpo del castello, tre nelle torri, esso castello chiuso di nero, fondato in punta, sormontato da tre bisanti d'oro, male ordinati. Ornamenti esteriori da Comune. D.P.R. del 28 settembre 2007 Gonfalone: Drappo di giallo… D.P.R. del 28 settembre 2007 |                        |
|        | Perletto Gonfalone: Drappo di rosso… |                        |
|        | Perlo Di porpora, alla perla d'argento. Ornamenti esteriori da Comune. D.P.R. del 29 luglio 2010 Gonfalone: drappo di bianco… |                        |
|        | Peveragno Raffigura una pianta di pepe stilizzata, con 2 fiori alla base e il villaggio ai lati, rappresentato con fabbricati anch'essi stilizzati. (descrizione non araldica) |                        |
|        | Pezzolo Valle Uzzone |                        |
|        | Pianfei D'argento, alla pianta di faggio al naturale, terrazzata di verde. Ornamenti esteriori da Comune. R.D. del 4 aprile 1929 - LL.PP. del 15 agosto 1930 Gonfalone: Drappo di azzurro. |                        |
|        | Piasco |                        |
|        | Pietraporzio |                        |
|        | Piobesi d'Alba Di azzurro, a tre pioppi di verde, fustati al naturale, il centrale più alto e più largo, nodriti in tre colline d'oro, fondate in punta, la centrale più alta e più larga e con i declivi interamente visibili. Ornamenti esteriori da Comune. Gonfalone: Drappo di giallo con la bordatura di azzurro… Concessione di stemma e gonfalone D.P.R. del 21 settembre 2011 |                        |
|        | Piozzo Di azzurro, al leone d'oro, allumato di rosso, armato di argento; al capo di rosso, caricato di due palme di verde, decussate, la palma posta in sbarra attraversante. Sotto lo scudo, su lista bifida e svolazzante di azzurro il motto, in lettere maiuscole di nero, Plotium. Ornamenti esteriori da Comune. D.P.R. del 25 ottobre 1994 Gonfalone: Drappo di bianco… |                        |
|        | Pocapaglia |                        |
|        | Polonghera Il cimiero rappresenta l'investitura del feudo e ricorda le battaglie avvenute nei secoli XIV e XV, l'alloro è simbolo della vittoria, quella degli Acaia sui Provana, dopo sei giorni di assedio al castello, il cuore è simbolo dell'amore e dell'accordo tra gli abitanti del paese, le tre stelle sono una parte dello stemma della nobile casa d'Acaja. Il motto è Polungheriæ Comunitas concordia nutrit amorem tradotto in: "La comunità di Polonghera nutre l'amore nella concordia". (descrizione non araldica) |                        |
|        | Pontechianale Raffigura un ponte ad arco romanico con una cascata, il tutto racchiuso in uno scudo sormontato da una corona aurea e sottoguarnito da due rami di alloro. (descrizione non araldica) |                        |
|        | Pradleves |                        |
|        | Prazzo |                        |
|        | Priero |                        |
|        | Priocca |                        |
|        | Priola D'azzurro, alla montagna fondata in punta e uscente dai fianchi, d'oro, sostenente un'aquila sorante, rivoltata, di nero, allumata di rosso. Ornamenti esteriori da Comune. Gonfalone: drappo di giallo con la bordatura di azzurro… Concessione di stemma e gonfalone D.P.R. del 3 dicembre 2013 |                        |
|        | Prunetto |                        |
|        | Racconigi Di rosso, alla croce d'argento, nel mezzo un S. Giovanni Battista rosso sopra e giallo sotto; nella sinistra un agnello d'argento, alla croce nera con pannoncello, sopra la spalla destra una polla; in mano un breve con motto: Ecce Agnus Dei. R.D. del 16 novembre 1933, RR.LL.PP. del 21 febbraio 1935 Gonfalone: drappo di azzurro… |                        |
|        | Revello Troncato di azzurro e di argento, alla lettera R capitale, d'oro. Ornamenti esteriori da Comune. D.P.R. del 16 giugno 1982 Gonfalone: Drappo partito di bianco e d'azzurro riccamente ornato di ricami d'argento e caricato dello stemma comunale con l'iscrizione centrata in argento: Comune di Revello. Le parti di metallo ed i cordoni saranno argentati. L'asta verticale sarà ricoperta di velluto dei colori del drappo, alternati, con bullette argentate poste a spirale. Nella freccia sarà rappresentato lo stemma del Comune e sul gambo inciso il nome. Cravatta e nastri tricolorati dai colori nazionali frangiati d'argento. |                        |
|        | Rifreddo |                        |
|        | Rittana |                        |
|        | Roaschia Scaccato di argento e di azzurro, alla ruota di otto raggi, di rosso, attraversante l'ascia e la mazza gigliata, poste in decusse, ascia e mazza gigliata con i manici di legno, al naturale, e con la lama e il giglio di acciaio, dello stesso. Sotto lo scudo, su lista bifida e svolazzante di azzurro, il motto, in lettere maiuscole di nero, Montes In Circuitu Eius. Ornamenti esteriori da Comune. D.P.R. del 30 ottobre 2008 Gonfalone: Drappo di bianco con la bordatura di azzurro… D.P.R. del 30 ottobre 2008 |                        |
|        | Roascio |                        |
|        | Robilante D.P.R. del 4 agosto 1986 |                        |
|        | Roburent D'argento, al toro di nero furioso rivolto, affrontato da un Ercole impellicciato; nel canton destro del capo un castello di rosso, murato di nero, torricellato di uno. Ornamenti esteriori da Comune. Gonfalone: Drappo partito, di bianco e di rosso, riccamente ornato di ricami d'argento e caricato dello stemma con la iscrizione centrata in argento: Comune di Roburent. |                        |
|        | Rocca Cigliè |                        |
|        | Rocca de' Baldi Di rosso, alla croce d'argento. DPCM del 5 luglio 1954 Gonfalone: Drappo partito di bianco e di rosso… DPR del 4 dicembre 1954 |                        |
|        | Roccabruna Gonfalone: drappo partito di bianco e di azzurro… |                        |
|        | Roccaforte Mondovì Di argento, alla croce diminuita di rosso, attraversata in punta da tre colli di verde, fondati in punta, il colle di sinistra sostenente la torre di rosso, mattonata di nero. Ornamenti esteriori da Comune. Gonfalone: drappo di rosso… |                        |
|        | Roccasparvera Gonfalone: drappo di azzurro… |                        |
|        | Roccavione Di rosso, al torrione quadrato, di pietra, merlato di tre alla guelfa, aperto e finestrato del campo, fondato su di una roccia al naturale e accostato in capo da una stella d'argento. Ornamenti esteriori da Comune. |                        |
|        | Rocchetta Belbo |                        |
|        | Roddi |                        |
|        | Roddino Torre medioevale di colore grigio all'interno di un rettangolo di colore rosso, contornato da due rami uno di alloro e l'altro di quercia, con sopra una corona e sotto la scritta Roddino. (descrizione non araldica) |                        |
|        | Rodello Troncato semipartito: nel PRIMO, di rosso, alla ruota di otto raggi d'oro; nel SECONDO, d'azzurro, alla banda scaccata di rosso e d'oro di tre fila; nel TERZO, partito d'argento e d'azzurro, allo scaglione dell'uno e dell'altro. Ornamenti esteriori da Comune. DPR del 1º agosto 2019 Stemma precedente: Ruota dentata in corso d'acqua, racchiuso all'interno di uno scudo, contornato da due rami uno di alloro e l'altro di quercia, con sopra una corona. Gonfalone: Drappo di bianco bordato di rosso… Bandiera: Di bianco, bordata di rosso e caricata dello stemma sopra descritto. |                        |
|        | Rossana Scudo troncato d'argento e rosso, con la R romana d'oro, posta a cavallo dei due campi. |                        |
|        | Ruffia Di verde, alla banda d'argento caricata di due tralci del primo, uno sull'altro nel verso della pezza. Ornamenti esteriori da Comune. D.P.R. del 22 gennaio 1955 Gonfalone: Drappo partito di verde e di bianco… D.P.R. del 22 gennaio 1955 |                        |
|        | Sale delle Langhe Lettera S in alto a sinistra e lettera L in basso a destra, di colore giallo, separata da barra trasversale in visione prospettica con base superiore bianca e bordi gialli, il tutto su sfondo bianco. Lo stemma è sormontato da corona gialla e circondato sulla parte inferiore da ghirlanda di foglie di colore verde. (descrizione non araldica) |                        |
|        | Sale San Giovanni Di azzurro, alla montagna di due vette, di verde, uscente dai fianchi e fondata in punta, caricata dalla chiesa d'oro, vista di fianco, unita a sinistra al campanile dello stesso, chiesa e campanile coperti di rosso, essa chiesa finestrata di tre in fascia, di nero, il campanile di una, dello stesso, entrambi fondati in punta; il tutto accompagnato in capo da tre stelle di cinque raggi, d'oro, poste una, due. Ornamenti esteriori da Comune. D.P.R. del 2 marzo 2007 Gonfalone: Drappo partito di verde e di rosso… D.P.R. del 2 marzo 2007 |                        |
|        | Saliceto |                        |
|        | Salmour Una torre sul lato sinistro, un leone rampante sul lato destro, il tutto sormontato da una corona e contornato da alloro. (descrizione non araldica) Incongruenza tra disegno e blasonatura: non è citato il capo di Savoia, le lateralità sono difformi, il serto non è di solo alloro. Gonfalone: drappo di giallo… |                        |
|        | Saluzzo Troncato d'azzurro e d'argento, alla lettera gotica S d'oro, attraversante. Corona marchionale. DCG del 9 marzo 1935 Gonfalone: Drappo troncato d'azzurro e di bianco riccamente ornato di ricami d'oro e caricato dello stemma sopradescritto con l'iscrizione centrata in oro: Città di Saluzzo. Le parti di metallo ed i cordoni saranno dorati. L'asta verticale sarà ricoperta di velluto dei colori del drappo, alternati, con bullette dorate poste a spirale. Nella freccia sarà rappresentato lo stemma della Città e sul gambo inciso il nome. Cravatta con nastri tricolorati dai colori nazionali frangiati d'oro. DCG del 9 marzo 1935 |                        |
|        | Sambuco |                        |
|        | Sampeyre |                        |
|        | San Benedetto Belbo |                        |
|        | San Damiano Macra |                        |
|        | San Michele Mondovì Di azzurro, all'Arcangelo Michele, il viso, il collo, le braccia, le mani, le gambe di carnagione, vestito con la corazza d'argento, caricata dal balteo posto in banda dalla spalla destra al fianco sinistro, di rosso, con la tunica di verde, con il manto svolazzante di rosso, l'Arcangelo con le ali d'argento aperte verso il capo, con il braccio destro alzato, con la mano tenente la spada d'argento, posta in banda, con la punta all'ingiù, l'altra mano tenente la bilancia di due coppe, d'argento, con i bracci posti in sbarra, l'Arcangelo calzato di nero e sostenuto dal terreno collinoso di verde, fondato in punta, uscente dal fianco sinistro e digradante sino all'angolo destro della punta. Ornamenti esteriori da Comune. D.P.R. 7 novembre 2005 Gonfalone: Drappo di giallo con la bordatura di azzurro… |                        |
|        | Sanfrè Scudo accartocciato e contornato d'oro, con croce piana in argento con dodici stelle in oro, tre in ogni parte con il motto omnibus idem. Stemma concesso da Vittorio Amedeo, duca di Savoia, Principe di Piemonte, Re di Cipro con editto del 23 marzo 1687 e consegnato alla comunità di Sanfrè, in Torino il 12 settembre 1687 Gonfalone: drappo di azzurro… |                        |
|        | Sanfront Troncato d'azzurro e d'argento, alle lettere maiuscole S e F, all'antica, troncate d'oro e di azzurro, poste sulla troncatura. Ornamenti esteriori da Comune. D.P.R. del 22 settembre 1992 Gonfalone: Drappo troncato di bianco e di azzurro riccamente ornato di ricami d'argento e caricato dello stemma comunale con l'iscrizione centrata in argento recante la denominazione del Comune. Le parti di metallo ed i cordoni saranno argentati. L'asta verticale sarà ricoperta di velluto dei colori del drappo, alternati, con bullette argentate poste a spirale. Nella freccia sarà rappresentato lo stemma del Comune e sul gambo inciso il nome. Cravatta con nastri tricolorati dai colori nazionali frangiati d'argento. |                        |
|        | Sant'Albano Stura Gonfalone: drappo di rosso… |                        |
|        | Santa Vittoria d'Alba D'argento, alla figura della Santa aureolata di oro, vestita d'azzurro, tenente nella mano destra una spada, posta in banda, e nella sinistra un castelletto di rosso, torricellato di un pezzo centrale, aperto e finestrato, e ferma su di una pianura. Ornamenti esteriori da Comune. |                        |
|        | Santo Stefano Belbo Troncato: di sopra, d'oro, all'aquila di nero, rostrata e membrata del campo, caricata in petto di uno scudetto d'argento al capo di rosso; di sotto di rosso, al tralcio di vite con due grappoli d'uva nera e bianca e pampini al naturale. Motto: Vitis Sancti Stephani Ad Belbum Vita. R.D. del 21 agosto 1902 |                        |
|        | Santo Stefano Roero Partito: nel primo di rosso, a tre ruote di cinque raggi d'argento, poste due e una; nel secondo d'azzurro, alla torre di rosso, aperta e finestrata di nero, merlata alla ghibellina di tre. Ornamenti esteriori da Comune. D.P.R. n. 4015 dell'11 ottobre 1984 Gonfalone: Drappo di azzurro… |                        |
|        | Savigliano Croce rossa in campo bianco (stemma guelfo) sormontata dalla corona comitale e posta fra due rami, uno di quercia e uno di alloro riuniti con un nastro sul quale era scritto "Fidelis Deo et hominibus", fedele a Dio e agli uomini. R.D. del 1º aprile 1937 Gonfalone: Drappo di azzurro… |                        |
|        | Scagnello Troncato: nel primo, di azzurro, ai tre sgabelli di rosso, male ordinati, di fronte, ognuno con due gambe visibili, arcuate, con i piedi aguzzi, forate del campo a foggia di piccola mezzaluna crescente; nel secondo, fasciato d'oro e di nero. Ornamenti esteriori da Comune. Gonfalone: drappo di rosso, riccamente ornato di ricami d'argento e caricato dallo stemma sopra descritto con la iscrizione centrata in argento, recante la denominazione del Comune. Le parti di metallo ed i cordoni saranno argentati. L'asta verticale sarà ricoperta di velluto rosso, con bullette argentate poste a spirale. Nella freccia sarà rappresentato lo stemma del Comune e sul gambo inciso il nome. Cravatta con nastri tricolorati dai colori nazionali frangiati d'argento. DPR del 1º agosto 1995 |                        |
|        | Scarnafigi Gonfalone: Drappo di verde… |                        |
|        | Serralunga d'Alba Uno scudo comprendente un grappolo d'uva che sormonta un calice e le iniziali di Serralunga d'Alba, con la corona turrita, contornato da un ramo d'alloro e uno di quercia. (descrizione non araldica) Gonfalone: Drappo di porpora… |                        |
|        | Serravalle Langhe |                        |
|        | Sinio Partito: il PRIMO, di verde, alla fascia diminuita, ondata, di azzurro, accompagnata da due bisanti, uno in capo, l'altro in punta, di argento; il SECONDO, d'oro, alle cinque bande, di rosso; il tutto sotto il capo di azzurro, caricato dalla parola SINEUM, in lettere maiuscole, d'oro. Ornamenti esteriori da Comune. D.P.R. del 22 febbraio 2007 Gonfalone: Drappo di bianco… |                        |
|        | Somano |                        |
|        | Sommariva del Bosco Gonfalone: Drappo di azzurro… |                        |
|        | Sommariva Perno |                        |
|        | Stroppo |                        |
|        | Tarantasca Gonfalone: Drappo di bianco. |                        |
|        | Torre Bormida |                        |
|        | Torre Mondovì Di azzurro, alla torre rettangolare, vista di spigolo, merlata alla guelfa, il lato maggiore rivolto a sinistra e merlato di quattro, il lato minore merlato di due, essa torre d'argento, murata di nero, chiusa dello stesso, finestrata di due in palo, di nero, fondata sulla bassa collina di verde, fondata in punta. Ornamenti esteriori da Comune. Gonfalone: Drappo di bianco… |                        |
|        | Torre San Giorgio D'argento, al filetto in banda d'azzurro, accostato nel cantone sinistro del capo da una torre di rosso, merlata alla guelfa e in quello destro della punta dal San Giorgio armato, al naturale, piumato di rosso, sul cavallo nero, sellato di rosso, che trafigge con una lancia, impugnata con la mano sinistra, un drago di verde. Ornamenti esteriori da Comune. Gonfalone: Drappo trinciato di bianco e di azzurro… |                        |
|        | Torresina |                        |
|        | Treiso D'azzurro, alla croce diminuita, d'argento, accantonata nel primo cantone dalla foglia di vite, con il picciolo all'insù, posta in sbarra, di verde, e nel secondo cantone dal grappolo d'uva, posto in banda, di porpora, col tralcio posto in sbarra e munito di viticcio, di verde. Ornamenti esteriori da Comune. D.P.R. del 31 ottobre 1988 Gonfalone: drappo di porpora… D.P.R. del 31 ottobre 1988 |                        |
|        | Trezzo Tinella |                        |
|        | Trinità Uno scudo diviso in due parti et ne la superior parte vi siano sei basse per sbrego intermezzate delle quali tre siano bianche o vero d'argento et le altre tre turchine, o sia d'azurro et in mezzo de la parte inferiore d'oro o vero di color giallo vi sia una Colomba bianca o vero d'argento et meglio come si rimostra dipinta in questo priuillegio, et la quale Arma o sia Insegna. Decreto di Emanuele Filiberto del 15 aprile 1561 Gonfalone: drappo di azzurro… |                        |
|        | Valdieri Gonfalone: drappo di giallo… |                        |
|        | Valgrana Gonfalone: drappo di azzurro… |                        |
|        | Valloriate |                        |
|        | Venasca Troncato di rosso e d'azzurro, alla lettera maiuscola V d'oro, attraversante, in forma di due scettri di forme vegetali uniti in basso e divaricati. Gonfalone: Drappo di azzurro… |                        |
|        | Verduno Troncato d'oro e d'azzurro, all'albero fogliato di verde, attraversante sul tutto. Nella bordura il motto: "SEMPER VIRENS". [Capo del Littorio]. Ornamenti esteriori da Comune. D.C.G. del 3 dicembre 1937 |                        |
|        | Vernante |                        |
|        | Verzuolo Troncato di azzurro e di argento, al leone al naturale, attraversante, coronato d'oro. Ornamenti esteriori da comune. Gonfalone: Drappo di bianco con la bordatura di azzurro… D.P.R. del 23 marzo 2023 |                        |
|        | Vezza d'Alba D'azzurro, al leone d’oro, rivoltato, tenente un ramo d'alloro di verde con le branche anteriori, accompagnato nel cantone destro del capo da un'ape pure d'oro, al volo spiegato. Gonfalone: drappo di azzurro… |                        |
|        | Vicoforte Gonfalone: Drappo di azzurro a tre bandoni… |                        |
|        | Vignolo D.P.R. dell'11 ottobre 1983 |                        |
|        | Villafalletto |                        |
|        | Villanova Mondovì |                        |
|        | Villanova Solaro DCG del 1º febbraio 1936 |                        |
|        | Villar San Costanzo Gonfalone: Drappo di azzurro… R.D. del 18 maggio 1942 |                        |
|        | Vinadio Gonfalone: drappo partito di rosso e di bianco… |                        |
|        | Viola Di argento, al castello di rosso, torricellato di un pezzo centrale, aperto e finestrato al campo, posto su un monte di verde al naturale. Ornamenti esteriori da Comune. D.P.R. del 31 agosto 1951 Gonfalone: Drappo di colore azzurro riccamente ornato di ricamid'argento e caricato dello stemma sopradescritto con l'iscrizione centrata in argento "Comune di Viola". Le parti in metallo ed i cordoni saranno argentati. L'asta verticale sarà ricoperta di velluto azzurro con bullette argentate poste a spirale. Nella freccia sarà rappresentato lo stemma del comune e sul gambo inciso il nome.Cravatta e nastri tricolorati dai colori nazionali frangiati d'argento. D.P.R. del 31 agosto 1951 |                        |
|        | Vottignasco Di azzurro, alla fascia diminuita di argento, accompagnata in capo dalla lettera maiuscola C, d'oro, in punta dalla lettera maiuscola V, dello stesso. Sotto lo scudo, su lista bifida e svolazzante di azzurro, il motto, in lettere maiuscole di nero, FERVET OPUS. Ornamenti esteriori da Comune. Gonfalone: Drappo di bianco… D.P.R. del 12 settembre 2003 |                        |

## Ex comuni
| Stemma | Ex Comune e blasonatura | Gonfalone |
| ------ | --- | --------- |
|        | Camo (dal 2019 fa parte del comune di Santo Stefano Belbo) |           |
|        | Castellar (dal 2019 fa parte del comune di Saluzzo) Troncato d'azzurro e d'argento, alla lettera "C" romana maiuscola dell'uno all'altro, attraversante la linea di partizione. Gonfalone: Drappo troncato di bianco e di azzurro… |           |
|        | Malpotremo (dal 1928 annesso al comune di Ceva) |           |
|        | Tenda (dal 1947 annesso alla Francia) Di rosso; al capo d'oro, con la lettera maiuscola T, di nero, attraversante sul tutto. R.D. del 2 marzo 1931 e RR.LL.PP. del 15 ottobre 1931                                                 |           |
|        | Valmala (dal 2019 fa parte del comune di Busca) |           |